# Platydytes inspectatus
Platydytes inspectatus är en skalbaggsart som först beskrevs av Omer-cooper 1959.  Platydytes inspectatus ingår i släktet Platydytes och familjen dykare. Inga underarter finns listade i Catalogue of Life.